# چندرنگی

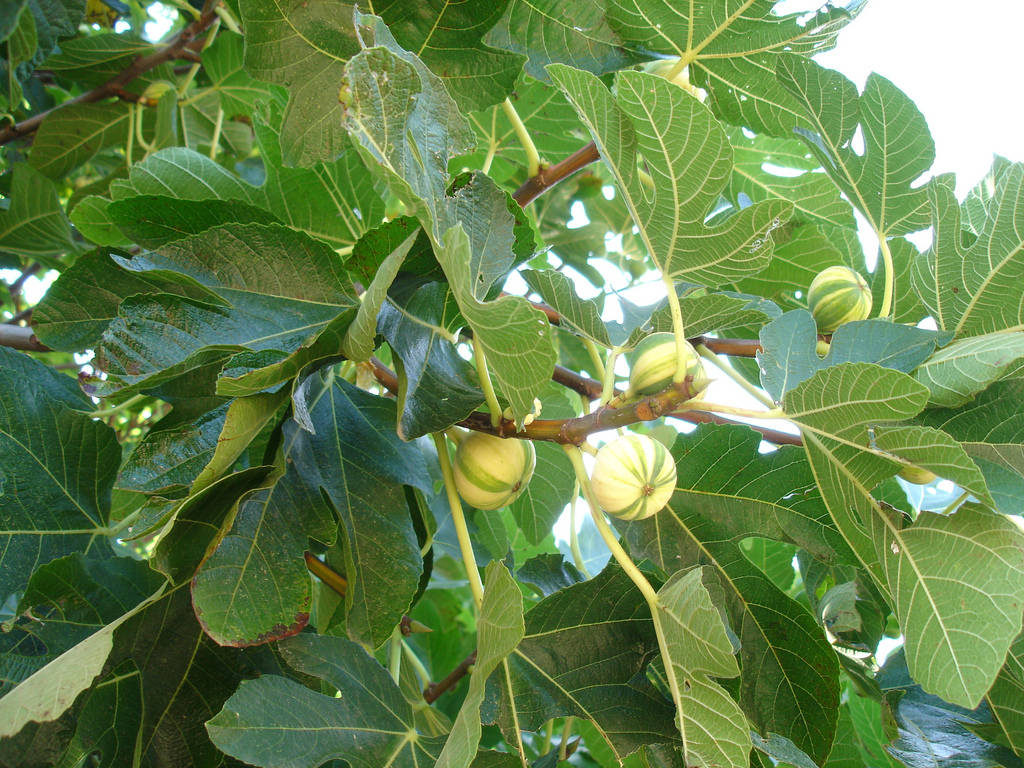
چندرنگی میوه و چوب در انجیر، انجیر دورنگ (زرد-سبز)، این انجیر ایتالیاییکیمارا است

رنگارنگی یا چندرنگی (به انگلیسی: Variegation) ظاهر مختلف یک برگ و گاهی ساقه گیاهان است که رنگ‌های متفاوت دارد. به این گونه برگ‌ها و ساقه‌ها، ابلق گفته می‌شود. این امر ممکن است دلایل متفاوتی داشته باشد و بعضی از چندرنگی‌ها جذاب و تزیینی است و باغبان‌ها تمایل به حفظ آنها دارند. این عبارت گاهی هم برای اشاره به رنگ ساختمان غشایی گل‌ها، کانی‌ها، پوست، خز، پر یا پولک جانوران استفاده می‌شود.

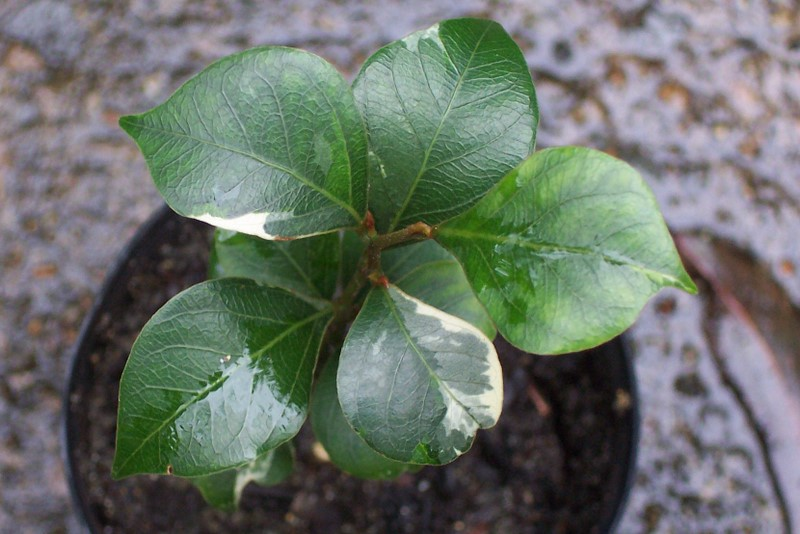
در کریپتُکریا ویلیویلیانا گیاه کمیاب جنگل‌های بارانی، رگه بندی برگ و چندرنگی برگ‌ها دیده می‌شود.

## کیمارایی
گیاهانی که چنین دورنگی دارند کیمارا هستند، و در بافتشان بیش از یک نوع ساختمان ژنتیکی دارند. نبود بافت تولیدکنندهٔ کلروفیل در چندین بافت، در تقابل با بافت‌های سبز معمول، موجب چندرنگی با مناطقی سفید یا زرد در برگ‌ها می‌شود. همانند تعدادی از بافت‌های مریستم گیاه که توانایی تولید کلروپلاست را از دست داده و بنابراین بافتی را که تولید می‌کند سبز نیست.
در نوع معمولی از چنین چندرنگی، بخشی از مریستم که بافت اپیدرمی تولید می‌کند توانایی تولید کلروپلاست را از دست می‌دهد. لبه‌های برگ‌ها ممکن است تنها از سلول‌هایی که از این بافت مریستم ناشی شده است، درست شده باشد؛ بنابراین، این بافت حاشیه‌ای بیش از سبز بودن سفید یا زرد است. چندین نوع دیگر از چنین چندرنگی، بسته به بافتی که تأثیر گذاشته است و ارتباط آنها با همدیگر وجود دارد. چندرنگی ممکن است در ظاهر با کل گیاه سازگار و متقارن باشد، یا ممکن است در مکان ایجاد شده به صورت کاملاً تصادفی باشد. در تعدادی از گیاهان، کل شاخه یا ساقه شامل برگ‌ها ممکن است چندرنگ باشد. چندرنگی در بعضی اشکالش ناپایدار است. طبیعت چندرنگی می‌تواند خیلی متفاوت باشد، و گاهی گیاه به شکل سبزش باز خواهد گشت. در دیگران چندرنگی ثابت است و تحت شرایط و دمای معمولی تغییر نخواهد کرد.
چون چندرنگی به حضور دو نوع بافت گیاهی بستگی دارد، تکثیر گیاه باید با روش گیاهی که هر دو بافت مرتبط به یکدیگر را حفظ می‌کند صورت پذیرد. قلمه ساقه، پیوند غنچه و ساقه و روش‌های دیگر تکثیر که موجب رشد غنچه از گوشه یا زاویه بین شاخه یا برگ با محوری که از آن منشعب می‌شود می‌گردد چندرنگی را حفظ خواهد کرد. قلمه با چندرنگی کامل ممکن است سخت باشد، اگر غیرممکن نباشد. قلمه ریشه معمولاً چندرنگی را حفظ نخواهد کرد، چرا که ساقهٔ جدید از نوع ویژه‌ای از بافت که درون ریشه است منشأ گرفته است.
از آنجایی که تعدادی از بافت‌ها توانایی انجام فتوسنتز را ندارند، گیاه از گیاه عادی سبز رنگ ضعیف‌تر خواهد بود. به‌طور کلی انتظار می‌رود که این گیاهان در طبیعت از بین بروند و تنها راه باقی ماندن آنها از طریق کاشت است.

## انعکاسی

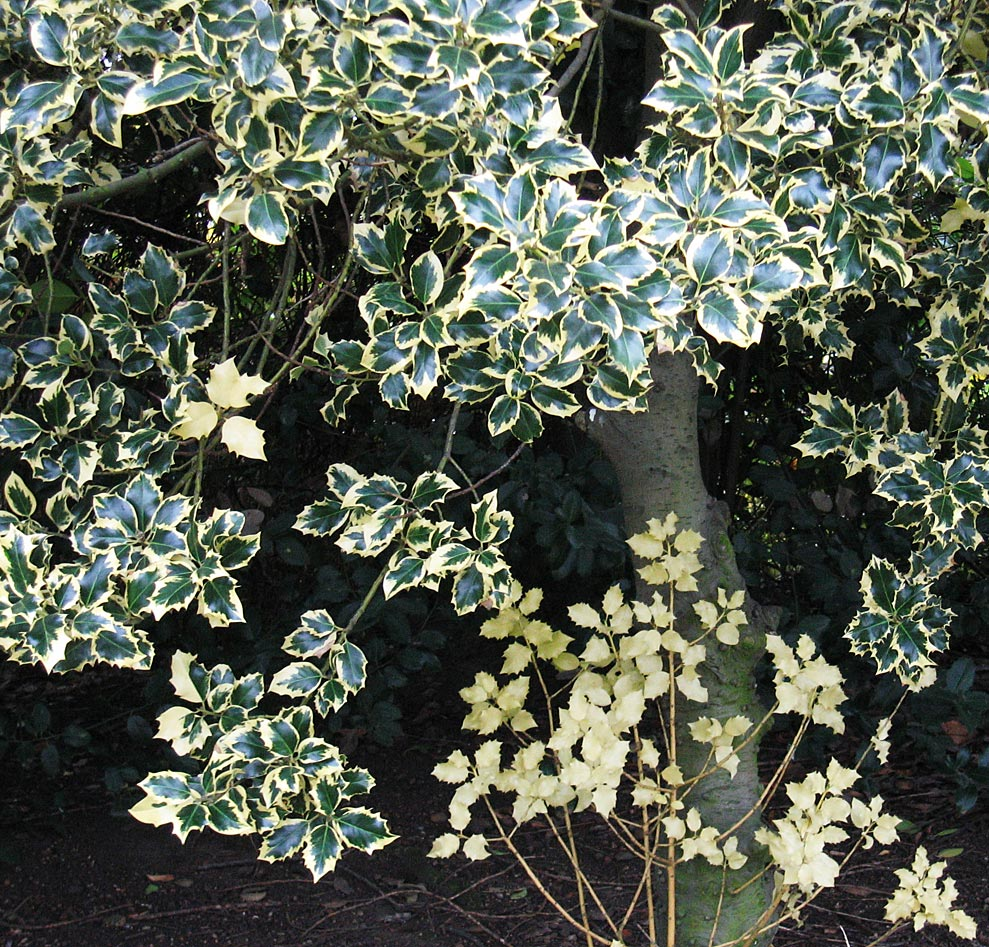
چندرنگی در برگ‌های خاس

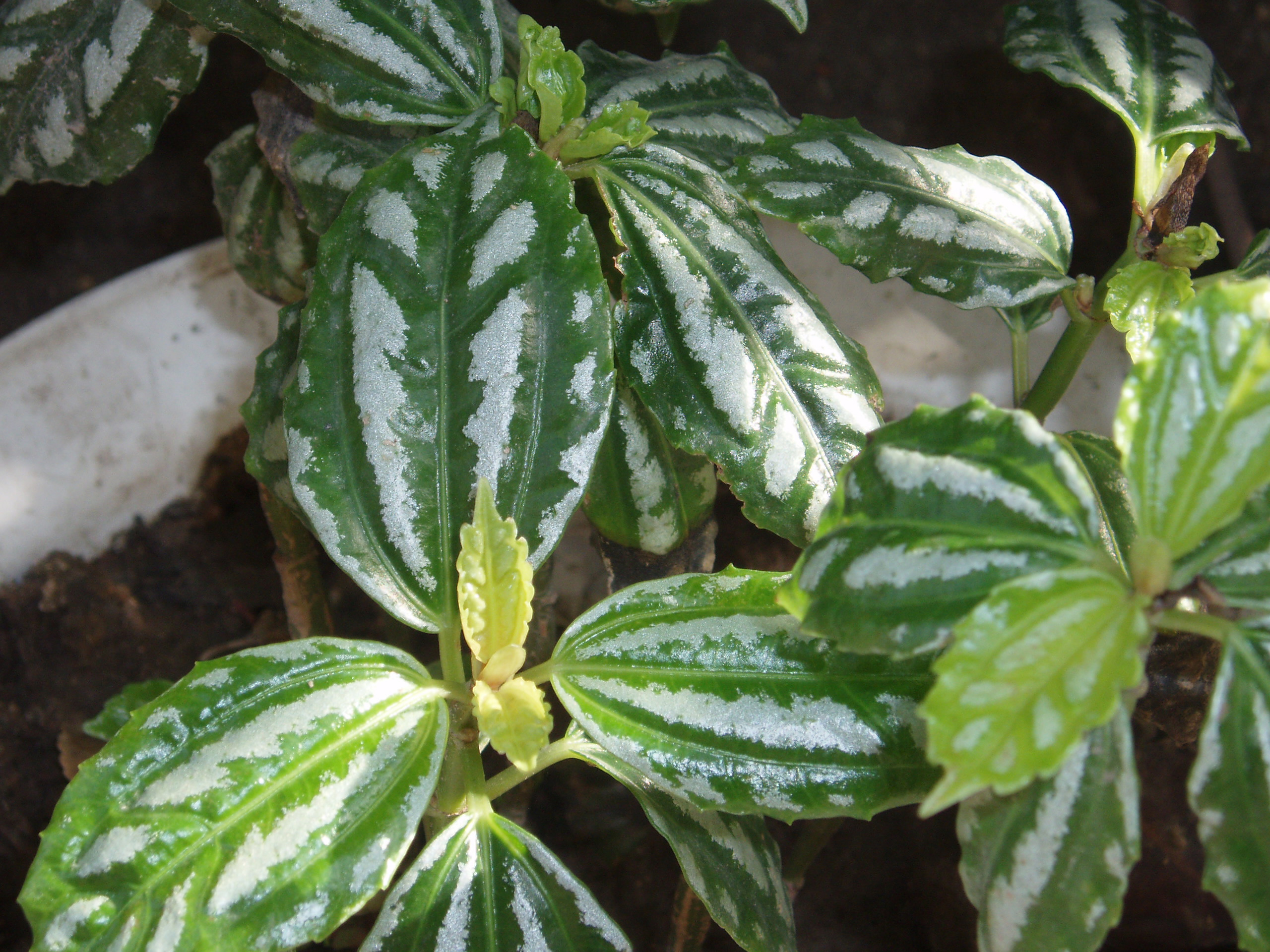
چندرنگی انعکاسی در پیله آ

بعضی از چندرنگی‌های ناشی از جلوه‌های بصری ناشی از انعکاس نور از سطح برگ هستند. این مسئله زمانی می‌تواند اتفاق بیافتد که لایه‌ای از هوا درست زیراپیدرم قرار گرفته و موجب انعکاس نقره‌ای یا سفید می‌گردد. گاهی آن را چندرنگی حبابی می‌نامند.
پیله آ یک گیاه خانگی است که این تأثیر را نشان می‌دهد. برگ‌های بیشتر گونه‌های نگون‌سار چنین الگوی چندرنگی را نشان می‌دهد، که بین گیاهان متفاوت، اما درون هر گیاه پایدار است.
نوع دیگری از چندرنگی انعکاسی ناشی از کرک‌هایی است که روی بخش‌هایی از برگ وجود دارد، که ممکن است رنگ متفاوتی از برگ داشته باشند. این نوع از چندرنگی در گونه‌های متفاوت بگونیا و دورگه‌های باغی دیده می‌شود.
گاهی چندرنگی رگه اتفاق می‌افتد- رگه‌های برگ به رنگ سفید یا زرد در می‌آیند؛ که از کمبود بافت سبز بالای رگه‌ها ناشی می‌شود.
خار مریم گیاهی است که نوع دیگری از چندرنگی رگه در آن اتفاق می‌افتد، اما ناشی از چندرنگی حبابی است که در طول رگه‌ها اتفاق می‌افتد.

## رنگی

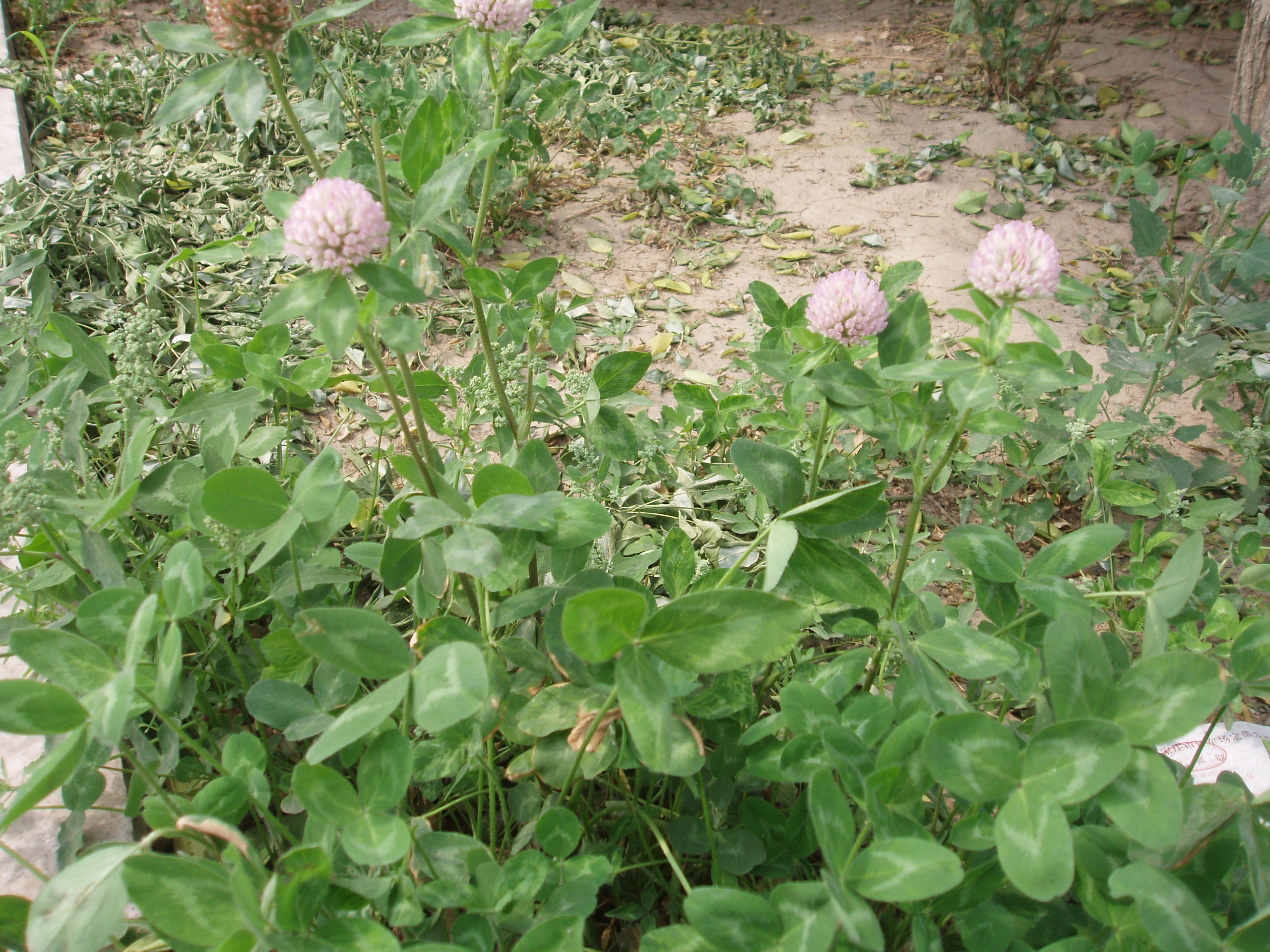
برگ‌های شبدر قرمز نمایشگر چندرنگی v شکل است.

یکی از دلایل چندرنگی پوشانده شدن رنگدانه سبز توسط رنگدانه‌های دیگر مانند آنتوسیانین است، که اغلب به کل برگ گسترش یافته و موجب قرمز یا ارغوانی شدن آن می‌گردد. به هر حال در تعدادی از گیاهان، همانند بعضی از شبدرها، آناناسیان، شمعدانی‌های خاص و گونه‌های شبدرترشک، نشان پایدار ناحیه‌ای اتفاق می‌افتد. در گیاهان دیگر مثل حسن یوسف‌هایی که به‌طور معمولی رشد می‌کنند، چندرنگی ممکن است به‌طور گسترده‌ای متفاوت باشد.
درنیلوفر آبی ببری چندرنگی برگ تحت چراغانی شدید آشکار می‌شود.

## نگارخانه

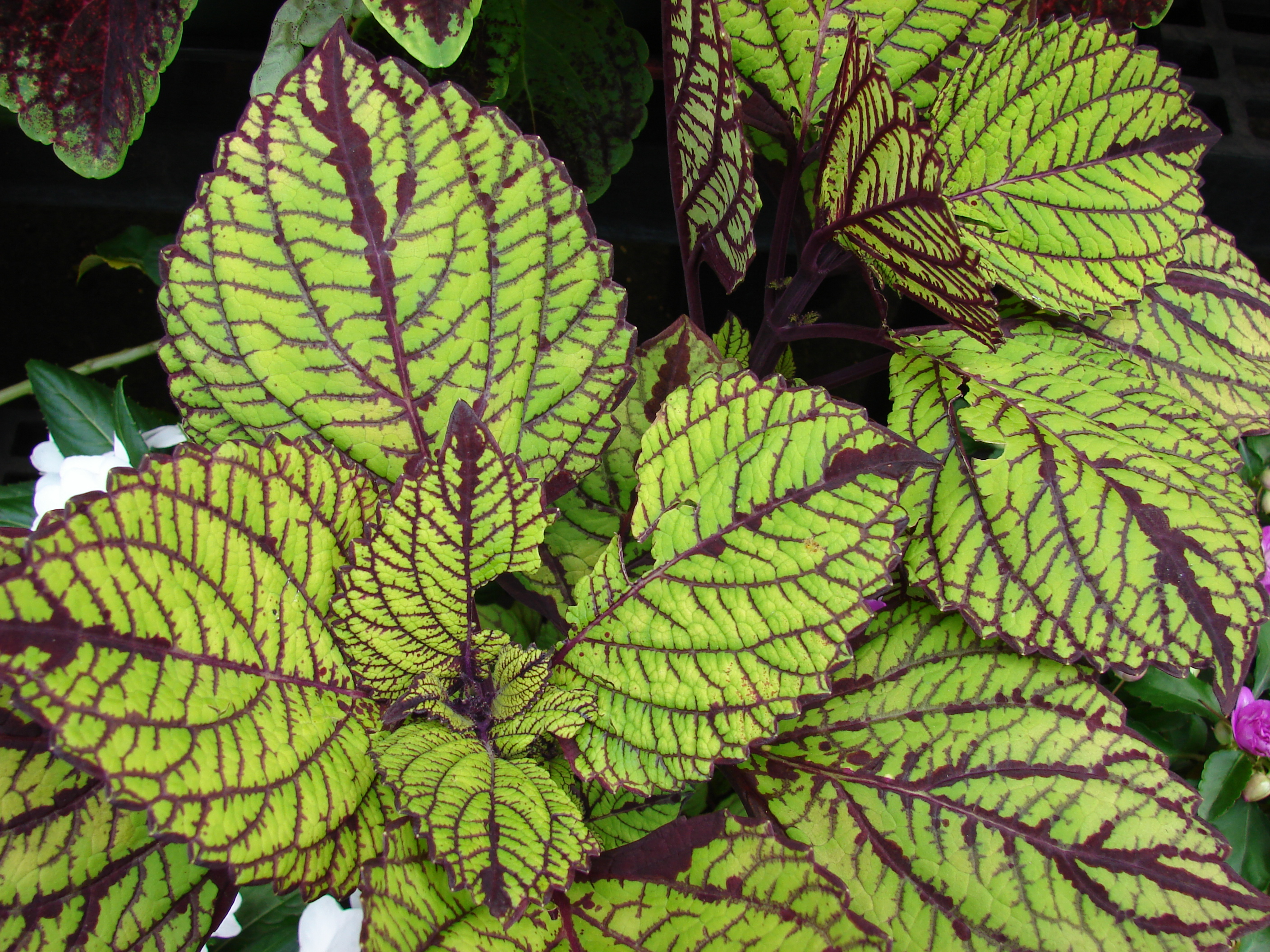
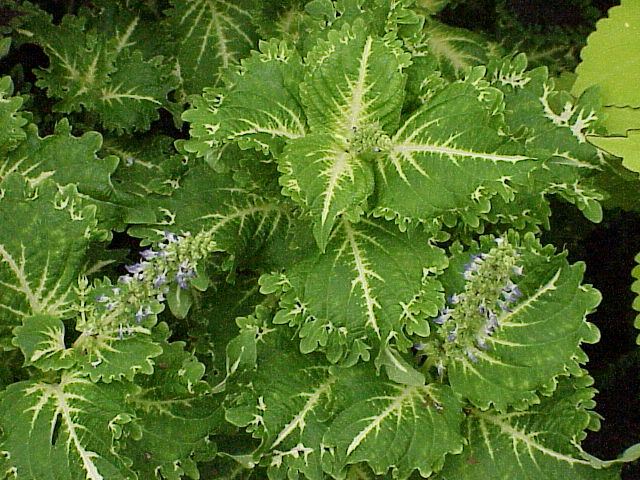
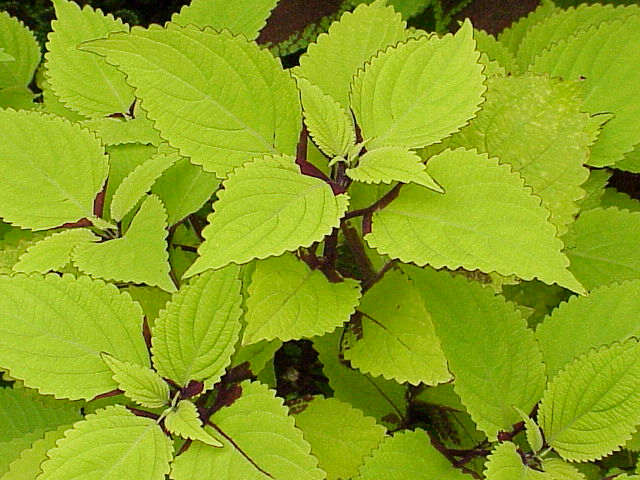
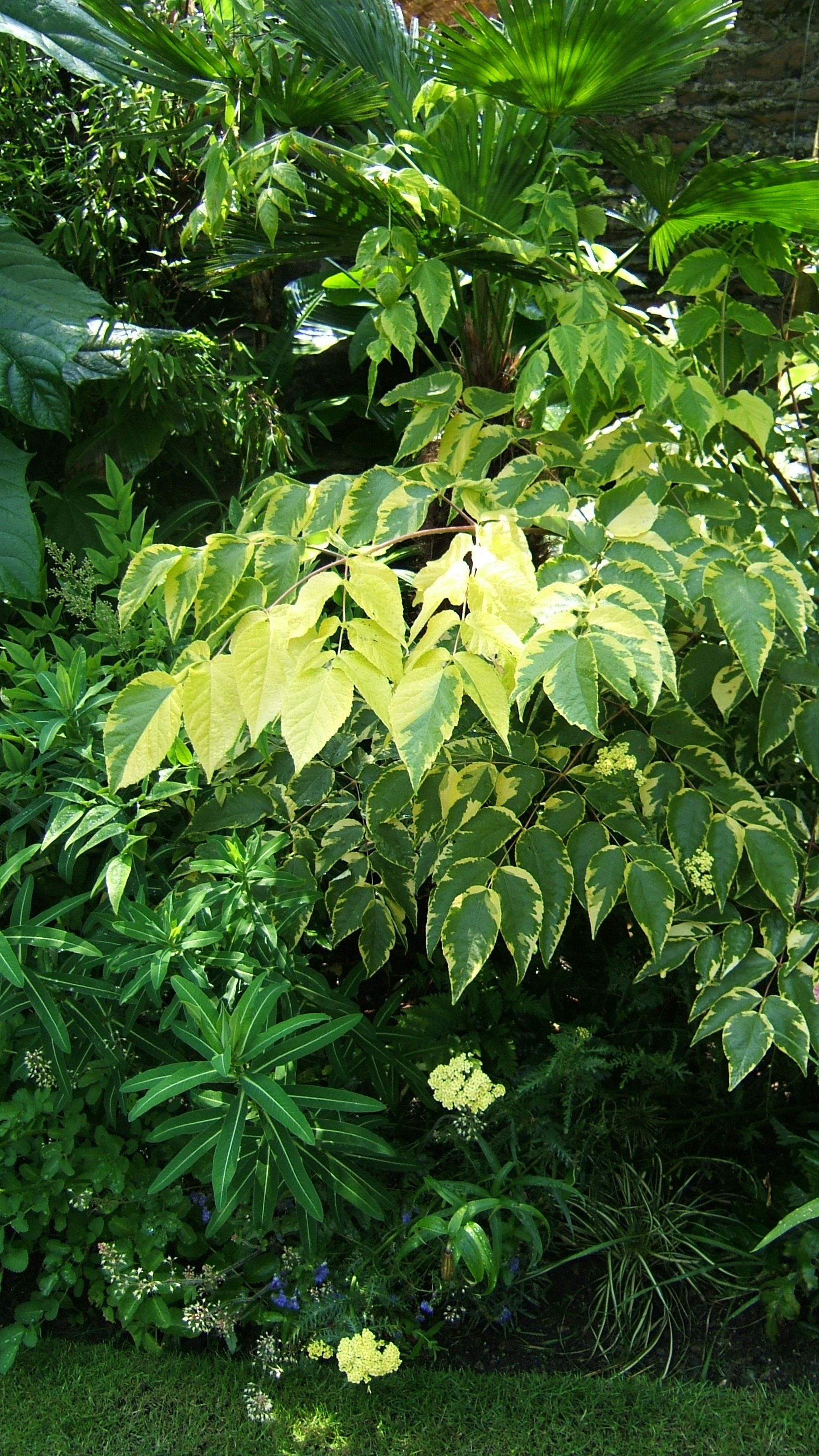
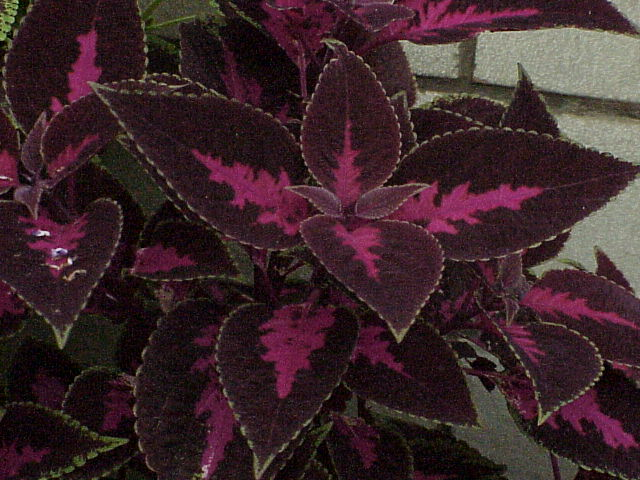
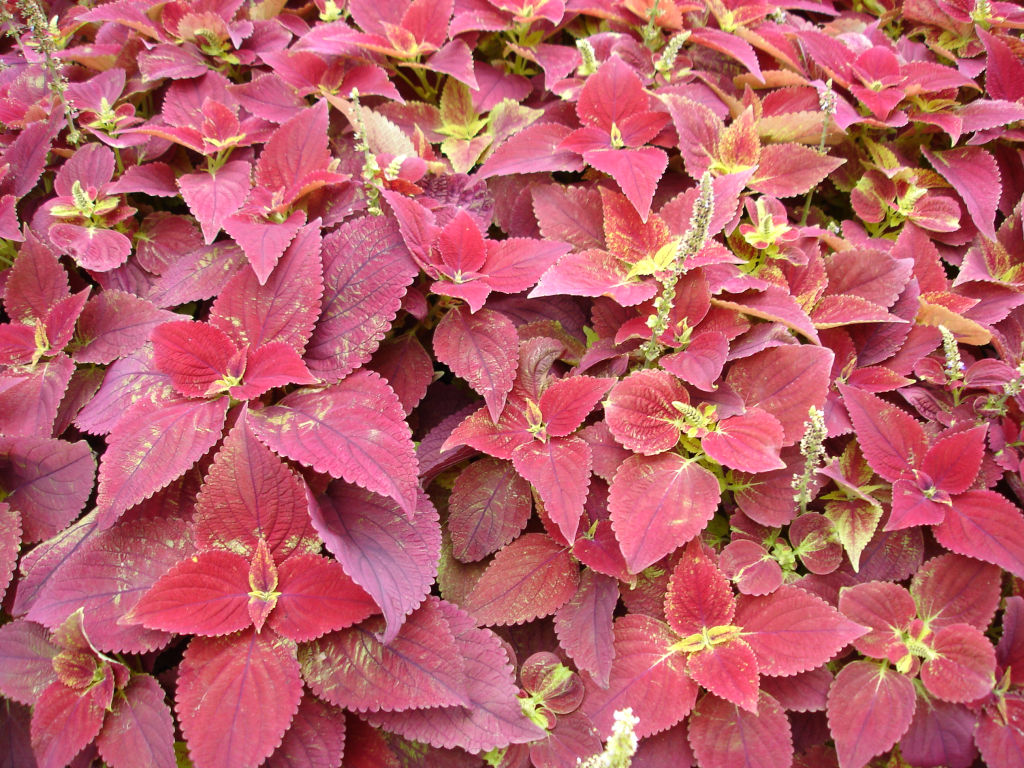
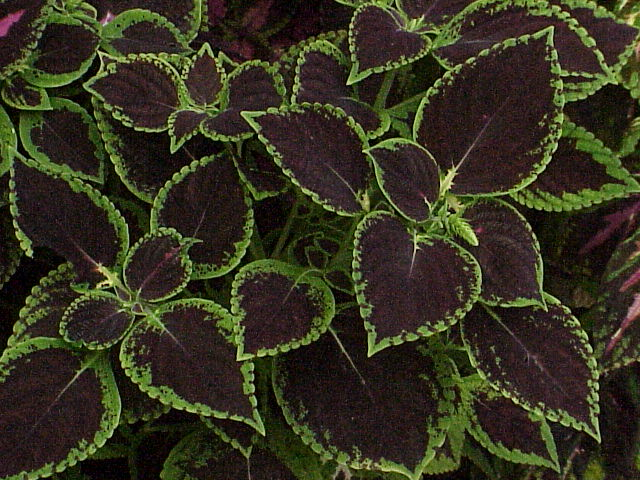
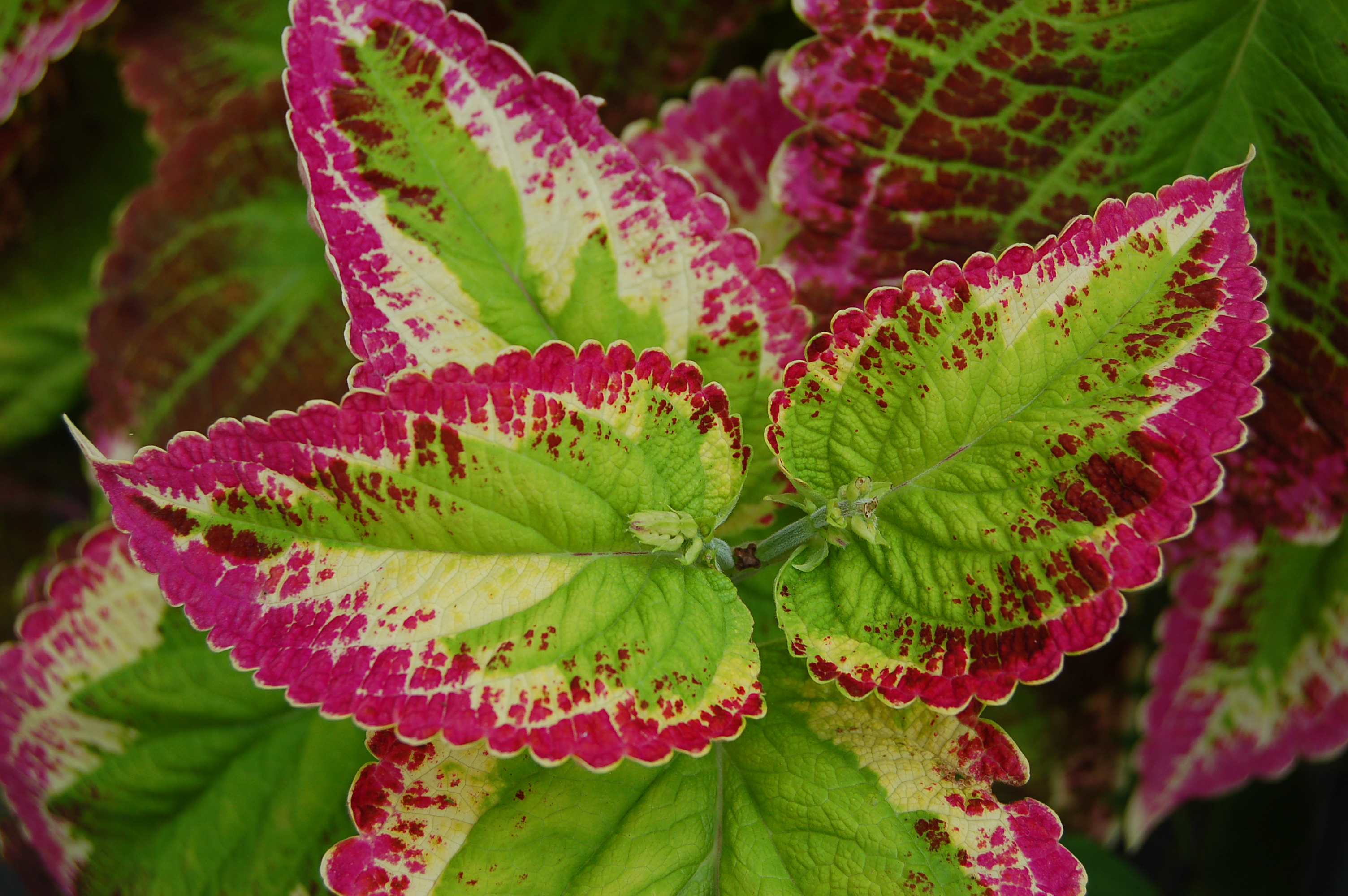
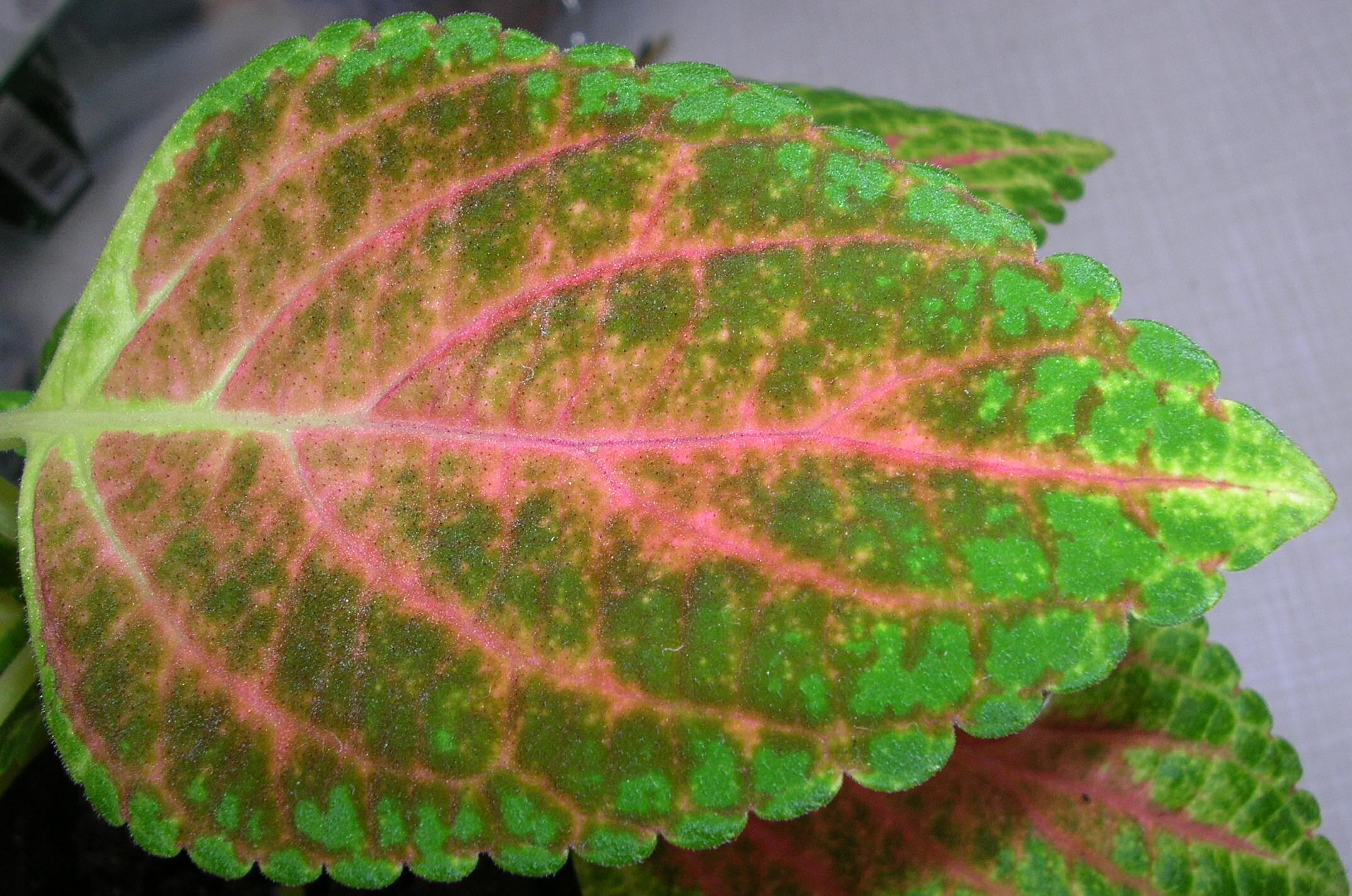